# Тим Вийзе
Тим Вийзе (на немски: Tim Wiese) (роден на 17 декември 1981 в Бергиш Гладбах, Германия) е немски футболист-вратар. Най-дългият период в неговата кариера от 2005 г. до 2012 г. е като вратар на Вердер Бремен, за който изиграва 194 мача. От лятото на 2012 г. е играч на Хофенхайм. Играе също и за националния отбор на Германия.